# Lecanopteris balgooyi
Lecanopteris balgooyi är en stensöteväxtart som beskrevs av Elbert Hennipman. Lecanopteris balgooyi ingår i släktet Lecanopteris och familjen Polypodiaceae. Inga underarter finns listade.